# Служанка-госпожа
«Служанка-госпожа» (итал. La Serva-Padrona) — опера-буффа в двух актах, написанная Дж. Б. Перголези на либретто Дженнарио Федерико.
Первая постановка — Неаполь, театр Сан-Бартоломео, 28 августа 1733 года. Опера, длящаяся около 45 минут, первоначально исполнялась как интермеццо между актами большой оперы.
Героиня оперы — служанка Серпина. Хитростью, ловкостью и очарованием она завоёвывает сердце своего неуклюжего господина Уберто, увальня-аристократа, которому остаётся лишь покориться и сдаться.
Постановка оперы в Париже в 1752 году породила известную войну памфлетов с участием известнейших деятелей Просвещения, из которой родился новый жанр — французская комическая опера.
В России «Служанка-госпожа» была впервые исполнена итальянскими певцами в середине XVIII века, а особую популярность приобрела в екатерининскую эпоху. К этой эпохе относится, в частности, цикл портретов (1772—1776) Дмитрия Левицкого, в котором питомицы Воспитательного общества благородных девиц Е. И. Нелидова и Н. С. Борщова изображены в образах героинь оперы «Служанка-госпожа», которых играли в институтском спектакле.